# Гартман, Николай
Не следует путать с другим философом — Эдуардом фон Гартманом (1842—1906).
Никола́й Га́ртман (нем. Nicolai Hartmann; 20 февраля 1882, Рига, Лифляндская губерния, Российская империя — 9 октября 1950, Гёттинген, ФРГ) — немецкий философ, основоположник критической (новой) онтологии.

## Биография
Родился в Риге в семье инженера Карла Августа Гартмана (1848—1890) и дочери пастора Хелены, урождённой Хакман (1854—1938). Рано потерял отца. Учился в петербургской гимназии. Затем изучал медицину в Юрьеве, классические языки в Санкт-Петербургском университете. В 1901 году получил степень бакалавра филологии. После революционных событий 1905 года переехал в Марбург, где занимался философией в Марбургском университете под руководством лидеров Марбургской школы неокантианства Германа Когена и Пауля Наторпа. С 1907 года — доктор философии. В 1909 году вышла его первая крупная работа «Платоновская логика бытия». С этого же года Гартман вёл курс философии в Марбургском университете.
Участвовал в Первой мировой войне. В 1920—1950 — профессор философии в университетах Марбурга (1920—1925), Кёльна (1925—1931), Берлина (1931—1945) и Гёттингена (~1945—1950).
Испытав влияние работ Эдмунда Гуссерля, Гартман отходит от неокантианства, неудовлетворённый его субъективизмом («методологизмом»), что выразилось в работе «Основные черты метафизики познания» (1921), которая явилась как бы введением в онтологию Гартмана. В 1926 году выходит его «Этика», в которой Гартман развивает идеи Макса Шелера. В 1933 году публикуется книга «Проблема духовного бытия. Исследования к основоположению философии истории и исторических наук». В последующие годы выходят четыре тома онтологии Гартмана: «К основоположению онтологии» (1935), «Возможность и действительность» (1938), «Строение реального мира. Очерк всеобщего учения о категориях» (1940), «Философия природы. Абрис специального учения о категориях» (1950). В 1945 году гибнет рукопись его «Логики».
В течение 30 лет вёл дискуссионный семинар по философии, которому придавал большое значение. Являлся членом Германской академии наук. Был активным участником общества имени Канта.
Был два раза женат.  Первый брак с Александрой Стефаниц (1911-1925), второй - с Фридой Розендельд (1929-). Дочь от первого брака - Дагмар; от второго брака двое детей - Олаф и Лиза.
Умер в 1950 году. Посмертно были опубликованы работы «Телеологическое мышление» (1951) и «Эстетика» (1953).
Студентами Гартмана были поэт Борис Леонидович Пастернак и философ Ганс-Георг Гадамер.

## Влияние
Философия Николая Гартмана оказала влияние на ряд учёных. Её последователем был биолог Макс Гартман. На критическую онтологию Николая Гартмана опирались психиатры Курт Шнайдер, Ганс Йорг Вайтбрехт, Э. Грюнталь, невролог Рихард Юнг. Российский психиатр Ю. С. Савенко писал: 
Мой собственный опыт, со времени прочтения в 1969 г. книги Татьяны Николаевны Горенштейн «Философия Николая Гартмана», состоит в сильном переживании инсайта, благодаря критической онтологии, которая дает принципиально большую ясность понимания, принципиально больший уровень терпимости к другим позициям, и реально помогает в головоломных проблемах и противоречиях, которыми так богата наша профессия.
Сторонником критической онтологии был философ Г. Якоби.

## Сочинения
- Hartmann N. Platos Logik des Seins. — Gießen: Töpelmann, 1909.
- Hartmann N. Grundzüge einer Metaphysik der Erkenntnis. — Berlin — Leipzig: De Gruyter, 1921.
  - Hartmann N. Grundzüge der Metaphysik der Erkenntnis. — 4. Aufl. — Berlin, 1949.
- Hartmann N. Die Philosophie des deutschen Idealismus. I: Fichte, Schelling und die Romantik, II: Hegel. — Berlin — Leipzig: De Gruyter, 1923—1929.
- Hartmann N. Ethik. — Berlin: De Gruyter, 1926. — Т. 1—3.
- Hartmann N. Systematische Philosophie in eigener Darstellung // H. Schwarz (ed.) Deutsche systematische Philosophie nach ihren Gestaltern. — Berlin: Junker und Dünnhaupt, 1931. — Т. I. — С. 283—340.
- Hartmann N. Das Problem des geistigen Seins. Untersuchungen zur Grundlegung der Geschichtsphilosophie und der Geisteswissenschaften. — Berlin: De Gruyter, 1933.
- Hartmann N. Zur Grundlegung der Ontologie. — Berlin: De Gruyter, 1935.
- Hartmann N. Möglichkeit und Wircklichkeit. — Berlin: De Gruyter, 1938.
- Hartmann N. Der Aufbau der realen Welt. Grundriss der allgemeinen Kategorienlehre. — Berlin: De Gruyter.
- Hartmann N. Neue Wege der Ontologie // Hartmann N. Systematische Philosophie. — Stuttgart: Kohlhammer, 1943. — С. 199—311.
- Hartmann N. German Philosophy in the Last Ten Years // Mind. — 1949. — Т. 58. — С. 413—433.
- Hartmann N. Philosophie der Natur. Abriss der speziellen Kategorienlehre. — Berlin: De Gruyter, 1950.
- Hartmann N. Ästhetik. — Berlin: De Gruyter, 1953.
- Hartmann N. Wie ist kritische Ontologie überhaupt möglich? [1923] // Kleinere Schriften. — Berlin: De Gruyter, 1958. — Т. 3. — С. 268—313.

В переводе на русский язык
- Гартман Н. Эстетика = Ästhetik. — М., 1958.
  - Гартман Н. Эстетика = Ästhetik. — 2-е. — Киев: Ника-Центр, 2004. — 640 с. — ISBN 966-521-264-8.
- Гартман Н. Старая и новая онтология. (Пер. Д. Мироновой) // Историко-философский ежегодник 1988. — М.: Наука, 1988. — С. 320—324. — ISBN 5-02-008028-4.
- Гартман Н. Философско-историческое введение / Гартман Н. Проблема духовного бытия. Исследования к обоснованию философии истории и наук о духе. (Перевод А. Н. Малинкина) // Культурология. XX век: антология / Сост. С. Я. Левит. — М., 1995. — С. 608—648. — 703 с. — (Лики культуры). — 11 000 экз. — ISBN 5-7357-0044-8.
- Гартман Н. Познание в свете онтологии (Пер. с нем. А. Лаптева) // Западная философия: итоги тысячелетия. — Екатеринбург; Бишкек: Деловая книга; Одиссей, 1997. — С. 461—540. — ISBN 5-88687-027-X, ISBN 5-86745-025-2.
- Гартман Н. Систематическая философия в собственном изложении. (Пер. с нем. Ф. Вяккерева, В. Волжского) // Фауст и Заратустра. — СПб.: Азбука, 2001. — С. 207—274. — ISBN 5-267-00485-5.
- Гартман Н. Этика = Ethik / Пер. с нем. А. Б. Глаголева под ред. Ю. С. Медведева, Д. В. Скляднева. — СПб.: Владимир Даль, 2002. — 707 с. — ISBN 5-93615-016-X.
- Гартман Н. К основоположению онтологии / Пер. с нем. Ю. В. Медведева под ред. Д. В. Скляднева. — СПб.: Наука, 2003. — 639 с. — (Слово о сущем). — ISBN 5-02-026827-5.